# Saint-Sauveur (Isère)
Saint-Sauveur ist eine französische Gemeinde mit 2.108 Einwohnern (Stand: 1. Januar 2022) im Département Isère in der Region Auvergne-Rhône-Alpes. Sie gehört zum Arrondissement Grenoble und zum Kanton Le Sud Grésivaudan. Die Einwohner werden Saint-Salvériens genannt.

## Geographie
Saint-Sauveur liegt in der historischen Landschaft Dauphiné, etwa 31 Kilometer westlich von Grenoble am Fluss Isère, der die Gemeinde im Südosten begrenzt. Sein Zufluss Cumane verläuft an der westlichen Gemeindegrenze. Umgeben wird Saint-Sauveur von den Nachbargemeinden Saint-Vérand im Norden, Têche im Nordosten, Izeron im Osten, Saint-Pierre-de-Chérennes im Süden und Südosten, Beauvoir-en-Royans und Saint-Romans im Süden, Chatte im Westen und Südwesten sowie Saint-Marcellin im Westen und Nordwesten. 
Durch die Gemeinde führt die Autoroute A49.

## Bevölkerungsentwicklung
| Jahr                       | 1962 | 1968 | 1975 | 1982 | 1990 | 1999 | 2006 | 2018 |
| -------------------------- | ---- | ---- | ---- | ---- | ---- | ---- | ---- | ---- |
| Einwohner                  | 1083 | 1259 | 1426 | 1415 | 1481 | 1676 | 1858 | 2102 |
| Quellen: Cassini und INSEE |      |      |      |      |      |      |      |      |

## Sehenswürdigkeiten
- Wehrhaus Le Coupier aus dem 13. Jahrhundert, Besitz der Familie Le Coupier, später der Herrschaft von Saint-Romans